# 椿姫 (1921年の映画)

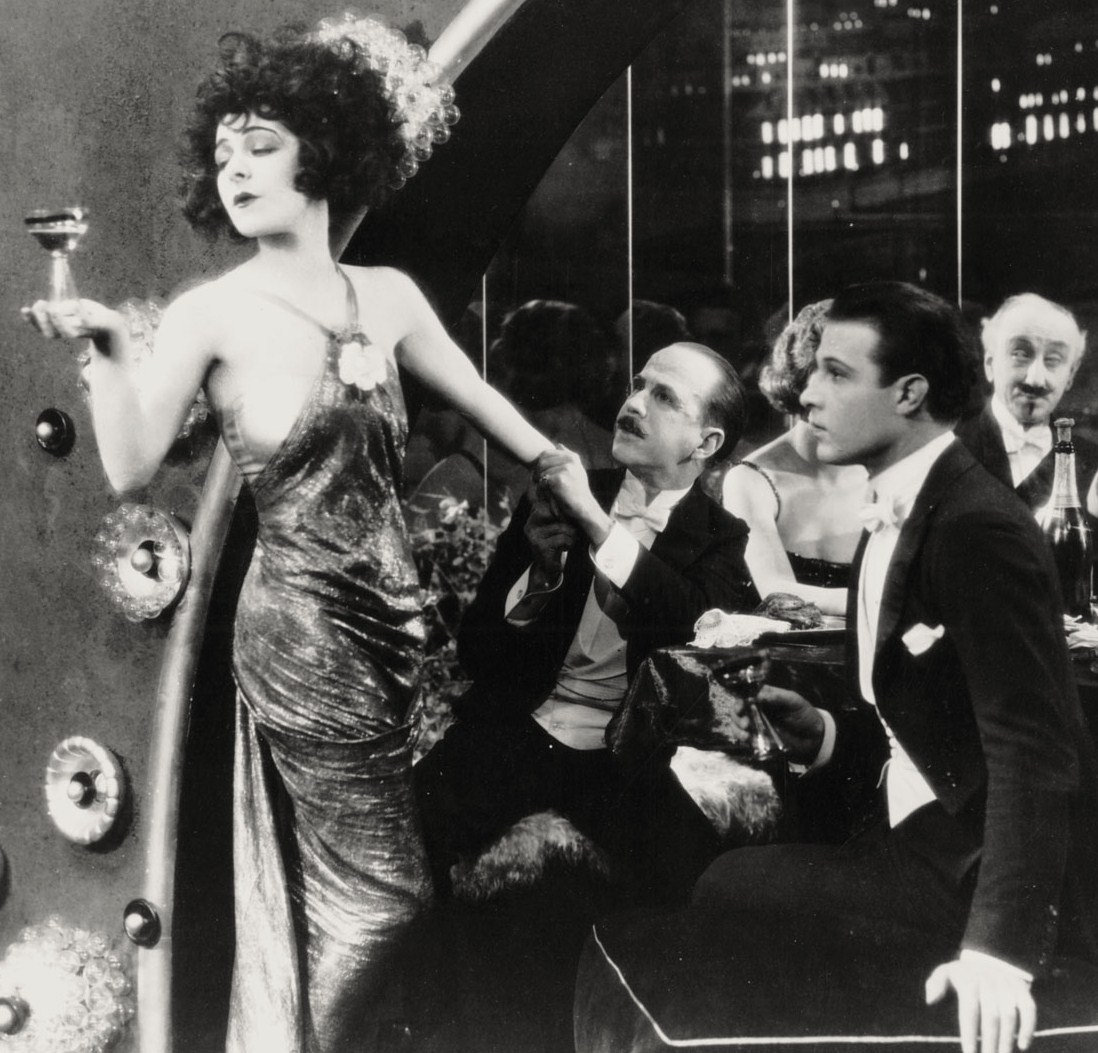
左から、ナジモヴァ、ホイト、ヴァレンティノ

椿姫（つばきひめ、Camille）とは、アメリカ合衆国の劇映画。サイレント。アレクサンドル・デュマ・フィスの『椿姫』の映画化で、主演はアラ・ナジモヴァとルドルフ・ヴァレンティノ。原作は1840年代のパリが舞台だが、1920年代に変更されている。大胆なアール・デコ風セットをデザインしたのは美術監督のナターシャ・ランボヴァで、後にヴァレンティノと結婚した。
日本では1924年に公開され、その年のキネマ旬報ベストテン「芸術的に最も優れた映画」の第3位に選出された。なお、それ以前に『カミーユ』という邦題で公開されたとする資料もある。

## あらすじ
ところはパリ。若き法学生アルマンは友人のガストンとオペラ観劇に行く。そこでアルマンは、派手な衣装を着飾って男たちをはべらせる美女マルグリットを知る。ガストンの紹介で、アルマンはマルグリットの家のパーティに招かれる。客たちが乱痴気騒ぎしている間、アルマンはマルグリットの愛を得る。
夏ーー二人は付き合っている。幸せな日々。しかし、アルマンの父親は息子の将来を心配し、マルグリットに別れてくれるよう頼む。最初は拒否するマルグリットだが、娼婦である身の上を考えると、父親の言うことはもっとも。泣く泣く了解して、ガストンに宛てた別れのメッセージを書き残し、パリを去る。
秋ーーマルグリットに捨てられたと思ったアルマンは自暴自棄になっている。ある晩、別の娼婦を連れて、カジノで遊んでいたら、偶然、マルグリットも店に来る。アルマンはよりを戻そうとするが、マルグリットは父親との約束を守り固辞。逆上したアルマンは大勢の客たちの前で公然とマルグリットをなじる。
冬ーーマルグリットは持病が悪化し、病床に伏している。さらに財産も底を突き、アルマンとの思い出の本（『マノン・レスコー』）以外の全財産を没収される。
ガストンが新妻のニシェットと見舞いに駆け付けた時は、瀕死の状態で、マルグリットは薄れゆく意識の中、アルマンとの幸せだった日々を追走しながら、「眠らせて。私は幸せ」と言い残して、息を引き取った。

## キャスト
- アルマン・デュヴァル; ルドルフ・ヴァレンティノ
- マルグリット・ゴーティエ; アラ・ナジモヴァ
- ガストン; レックス・チェリーマン
- ヴァルヴィーユ伯爵; アーサー・ホイト
- プリュダンス; ゼフィ・ティルベリー
- ニシェット; パッツィ・ルース・ミラー
- ナニーヌ（マルグリットの侍女）; エリノア・オリバー
- アルマンの父; ウィリアム・オーラモンド
- オランプ; コンスエロ・フラワートン
- 公爵; エドワード・コネリー （クレジットなし）

## 反応
『Picture Play』誌1921年8月号には「ナジモヴァとヴァレンティノのモダーンなキャラクター造形に圧倒されて、我々の知るカミーユとアルマンはどこかに行ってしまった。ところどころビザールで、あとは狂騒的。刺激的な場面の連続は保証する。全世代を涙させる椿姫ではない。時代を越えた原作ではあっても、ナジモヴァの映画なのだから。良かれ悪しかれ、無視するにせよ、興味深い映画である」と書かれている。